# Запорожец
„Запорожец“ (на украински: Запорожець) е марка на произвеждани в съветска и следсъветска Украйна малолитражни автомобили от 1960 до 1994 година.

## Производител
Производството на леките автомобили „Запорожец“ започва в Завод „Комунар“, гр. Запорожие, по-късно преименуван в Запорожки автомобилен завод (ЗАЗ), който от 1990 до 1994 г. е базовият завод в Производственото обединение „Авто ЗАЗ“. Малолитражният евтин автомобил, без претенции за лукс и пригоден за пътуване в условията на СССР, е използван широко от социалната програма на Съветската държава. Произвеждани са автомобили в модификация за лица с двигателни особености, което го прави особено популярен. От 1994 година заводът в Украйна е намалил с 50% производството на моделите с такова наименование поради отказа на руските органи по социално осигуряване да закупуват автомобили. Поради нерентабилност заводът прекратява производството на автомобила с марката „Запорожец“.
От 1988 година започва производството на нов лек автомобил модел – „Таврия“ ЗАЗ-1102. Това е малолитражен автомобил с 3 врати и каросерия „хечбек“ и няма нищо общо с моделите „Запорожец“, произвеждани преди това. В „Авто ЗАЗ“ последният модел е снет от производство през 2007 година. Послужил е като базов модел за произвежданите автомобили ЗАЗ-1103 „Славута“ (с 5 врати) и ЗАЗ-1105 „Дана“ (с 5 врати тип „универсал“).

## Произвеждани модели
С марката „Запорожец“ и инициалите ЗАЗ основно са произвеждани 2 модела с модификации и подобрение в процеса на производство.
- От 1960 до 1969 година се произвеждат автомобилите ЗАЗ-965 и ЗАЗ-965А.
- От 1966 до 1994 година моделите ЗАЗ-966В, ЗАЗ-966, ЗАЗ-968, ЗАЗ-968А и ЗАЗ-968М.

## История
В сътрудничество с инженери от ЗАЗ и проектанти от института в Москва МАМИ и инженери от колектива на МЗМА (завод „Москвич“) е разработен модел „ЗАЗ 965“. При проектирането вероятно са се ръководели от постиженията на италианските конструктори и водещи дизайнери на FIAT в областта на малолитражните автомобили. Това показва приликата между FIAT 600 и разработения модел „Запорожец“ въпреки някои съществени конструктивни различия.
След неудачните опити да се използва мотоциклетният двигател „МД-65“ и боксер двигателите на Citroën 2CV и BMW 600 е разработен през 1959 година оригинален V-образен двигател 746 cm3. Унифицирането на двигателя с този за армейски амфибиен всъдеход води окончателно до серийно производство на V-образен 4-цилиндров карбураторен двигател с работен обем 887 cm3 и с въздушно охлаждане. Моделът на двигателя „МеМЗ-965“ има мощност 19,4 kW/26 hp. В „ЗАЗ 965А“ мощността е повишена до 20,1 kW/27 hp.
Запорожец модел „ЗАЗ-966“ е в серийно производство от 1967 до 1974 година. Разработеният модел силно е повлиян от новостите в автомобилостроенето. Има модерна каросерия, като използва схемата на Chevrolet Corvair и дизайна на NSU Prinz IV.
„ЗАЗ-968“ се произвежда от 1972 до 1980 година. В него е вложен усъвършенстваният двигател тип МеМЗ-968 с работен обем 1200 cm3 и мощност 31 kW/42 hp. С модернизирания вариант на „ЗАЗ-968М“ произвеждан от 1980 до 1994 година завършва ерата на „Запорожец“. Това е най-масово произвежданият модел комплектован с двигатели от 900 cm3 до 1200 cm3 и мощност 30 hp, 40 hp, 45 hp, и 50 hp.

## Конструкция
Автомобилът ЗАЗ е изпълнен като 3-обемен седан с 2 врати. Багажникът е в предната част на автомобила, а двигателят е задно разположен в добре изолиран от купето моторен отсек. Оборудван е със седалки за превоз на 4 пътника.
- Предният мост е изпълнен с торсионно окачване, както при популярния Фолксваген VW 1200 (костенурката).
- Двигателят е 4-цилиндров, карбураторен, V-образен, надлъжно поставен и директно свързан и блока скоростна кутия-диференциал. Разпределителният вал е разположен в блока и задействането на кобилиците на клапаните в цилиндровата глава става с алуминиеви пръти-повдигачи. Двигателят е с въздушно охлаждане, осигурявано от турбина с ремъчно задвижване. За двигателя на моделите „ЗАЗ-965“ не е предвидено достатъчно въздухоподаване, поради което се проявява и основния недостатък на този автомобил – прегрява при експлоатация при български условия. Това е отстранено при моделите „ЗАЗ-968“.
- Скоростната кутия е 4-степенна, механична, ръчно управляема, издържаща високи натоварвания; нейната изключителна здравина е успех за производителя. Разположена е пред двигателя по посока на движението в предела на колесната база и е съвместена с диференциала. Задвижването на задните двигателни колела се осъществява чрез полуоски. Такова конструктивно решение намалява дължината на автомобила и опростява трансмисията му.
- Задният мост е реализиран от 2 независимо окачени колела с пружини и амортисьори. Използвани са колела с по-голям размер от влаганите в европейските модели. 13-цоловите джанти увеличават проходимостта на автомобила и спомагат за движението му по пътища и без настилка.
- Отоплението на салона се осъществява от допълнително вградено отопление (бензинова „печка“). Това увеличава разхода на гориво, а отоплението не може да се регулира от пътуващите.

## Технически данни за автомобили Запорожец

### Запорожец ЗАЗ-965 и ЗАЗ-965А
„Запорожец ЗАЗ-965“ се произвежда от 1960 до 1963 година. Моделът ЗАЗ-965А се произвежда от 1962 до 1969 година.
Брой врати – 2

Брой места – 4

Двигателен мост – заден

Двигател – 4 цилиндров, карбураторен, V-образен с възд. охлаждане

Работен обем – 746 cm3

Колесна база – 2023 mm

Дължина – 3330 mm

Ширина – 1395 mm

Височина – 1450 mm

Маса празен – 650 kg 

Скорост максимална – 80 km/h 

Разход на гориво -6 l/ 100 km 

### Запорожец ЗАЗ-966, ЗАЗ-968А и ЗАЗ-968М
„Запорожец ЗАЗ-966“ се произвежда от 1967 до 1974 година, моделът ЗАЗ-968А от 1972 до 1978 година и моделът ЗАЗ-968М от 1972 до 1994 година.
Брой врати – 2

Брой места – 4 – 5

Двигателен мост – заден

Двигател – 4 цилиндров, карбураторен, V- образен с възд. охлаждане

Мощност максимална – МеМЗ-968З – 41 hp; МеМЗ-968ГЕ – 45 hp; МеМЗ-968БЕ – 50 hp 

Работен обем – 1197 cm3

Дължина – 3765 mm 

Ширина – 1490 mm 

Височина – 1400 mm

Пътен просвет – 185 mm

Маса празен – 750 kg

Маса с максимален товар – 1200 kg

Натоварване преден мост – 300 kg

Натоварване заден мост – 900 kg

Ускоряване 0-100 km/h – 32 s

Разход гориво – 6,5 l (при 90 km/h)

Разход гориво за отопление – 0,85 l/h

## ЗАЗ в България
В България автомобили „Запорожец“ се предлагат от ДСО „Мототехника“ със записване и предварителна вноска от 1500 лева. Срокът на доставка е от 4 до 7 години, като стойността на модела ЗАЗ-968М на нашия пазар е 4500 лева през 1988 година. В СССР цената е около 3500 рубли в зависимост от монтирания двигател.
Запорожец ЗАЗ-965 има един основен дефект – загряването. Поради задното разположение на двигателя, недостатъчното въздухоподаване и липсата на маслен филтър, срокът на експлоатация до основен ремонт е от 70 до 100 хил. километра. Въздушното охлаждане е предимство за по-лесно обслужване и ремонт, но натрупването на прах и масло по оребряването на цилиндрите също влошава топлоотдаването и води до прегряване на двигателя. Всички модели Запорожец често изискват прецизно регулиране на запалването. Всяко малко отклонение отново води до загряване на двигателя.
Моделите ЗАЗ-968 са с по-комфортно купе и повече удобства за пътниците. Въпреки това този евтин автомобил е „герой“ на анекдоти поради формата и грубата изработка. Моделът ЗАЗ-965 е наричан „Отмъщението на Хрушчов“ и „Гърбавия“. Моделът ЗАЗ-968 заради страничните въздухозаборници е наричан „Ушатия“. В СССР много сполучливо е кръстен „Чебурашка“.